# Rajkumar Keswani
Rajkumar Keswani est un journaliste indien né le 26 novembre 1950 à Bhopal (État du Madhya Pradesh), en Inde, et mort à Mumbai le 21 mai 2021. Il est le premier à avoir lancé l'alerte sur les dangers que présentait l'usine d'Union Carbide à partir de septembre 1982.

## Biographie
Rajkumar Keswani, fils et petit-fils de journalistes, est un hindou qui commence sa carrière à seize ans dans un journal de sports. Il exerce ensuite au Bhopal Post, qui fait faillite. Keswani fonde le Rapat Weekly, journal indépendant publié en hindi, toujours à Bhopal et diffusé à 6 000 exemplaires. Keswani en est l'unique rédacteur.
En décembre 1981, un incident avec une fuite de gaz phosgène entraîne le décès de Mohammed Ashraf, responsable d'une unité de fabrication. Après cet accident, deux responsables syndicaux tentent, en vain, d'attirer l'attention sur les problèmes de sécurité. Rajkumar Keswani se documente pour son compte pendant neuf mois. Effrayé par les résultats de son enquête, il publie à partir de septembre 1982 une série d'articles dans le Rapat Weekly pour alerter la population sur les dangers qui entourent l'usine. Le premier article, intitulé « De grâce, épargnez notre ville ! » paraît le 17 septembre 1982 et ne rencontre aucun écho. Ses articles suivants, « Bhopal : nous sommes tous assis sur le cratère d'un volcan » (30 septembre 1982) et « Si vous refusez de comprendre, vous serez réduits en poussière » (le 8 octobre) ne suscitent pas davantage de réactions. Devant cet insuccès, le journaliste accepte un contrat pour un quotidien à Indore et adresse ses rapports alarmants au haut fonctionnaire Arjun Singh (politician) (en) ainsi qu'au président de la Cour suprême de l'Inde — sans effet. En 1984, cette fois dans le Jansatta, appartenant au groupe The Indian Express et bénéficiant d'une vaste couverture, il écrit un quatrième article : « Bhopal au bord du désastre ». Ses annonces de catastrophe imminente ne suscitent, là encore, aucun commentaire. Personne ne tient compte de ses mises en garde.
Lorsque survient la catastrophe de Bhopal dans la nuit du 3 décembre 1984, Keswani est abondamment interviewé car il était le seul journaliste ayant mené des enquêtes de fond en amont de cette tragédie. Il devient ensuite le plus jeune reporter du monde à recevoir le Press Award of India. Il reçoit également le prix Madhav Rao Sapre Puraskar en 2008 et en 2010 le Prem Bhatia Award for Outstanding Environmental Reporting.
En avril 2021, il est hospitalisé après avoir contracté le covid-19. Il succombe aux complications du virus le 21 mai 2021 à Mumbai dans une clinique privée.